# Эхолалия
Эхолали́я (от др.-греч. ἠχώ «эхо, повторение» и λαλιά «речь, разговор») — эхо-симптом, неконтролируемое автоматическое повторение слов, услышанных в чужой речи. Наблюдается у детей и взрослых при различных психических заболеваниях (кататонической шизофрении, аутизме, синдроме Ретта, синдроме Туретта, синдроме Аспергера, болезни Пика, фенилпировиноградной олигофрении (вместе с эхопраксией), поражении лобных долей мозга и других расстройствах), но иногда встречается у нормально развивающихся детей как один из ранних этапов развития и становления речи. Часто сочетается с эхопраксией.
В случае распада речи при болезни Пика могут наблюдаться два типа эхолалии: полная (автоматизированная и без понимания чужой речи) и частичная (с приблизительным пониманием).
Явления эхопраксии и эхолалии объясняются расторможением подражательного рефлекса.